# Prosečné (Czechy)
Prosečné – miasto w Czechach, w kraju hradeckim. W 2006 roku zamieszkiwało je 550 mieszkańców. Pierwsza pisemna wzmianka o miejscowości pochodzi z roku 1342. W 1882 powstała tutaj szkoła, zaś w 1898 został wybudowany nowy kościół.

## Atrakcje turystyczne
- Kościół Św. Elżbiety
- Kaplica z posągiem Madonny
- posąg świętego Jana Nepomucena